# Nectriaster monacanthus
Nectriaster monacanthus is een zeester uit de familie Oreasteridae.
De wetenschappelijke naam van de soort werd in 1916 gepubliceerd door H.L.Clark.